# خیابان آکسفورد

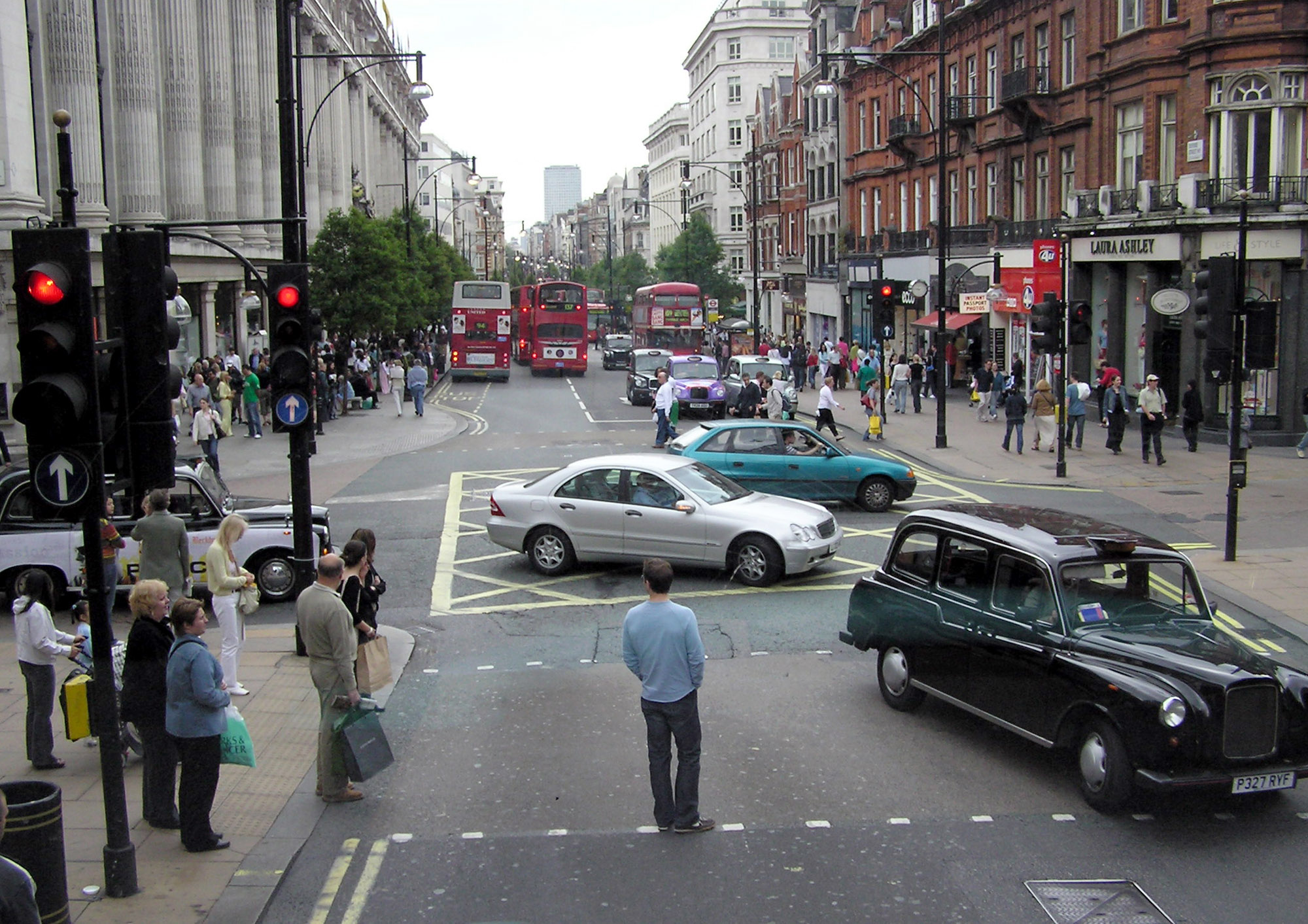
خیابان آکسفورد، سال ۲۰۰۵

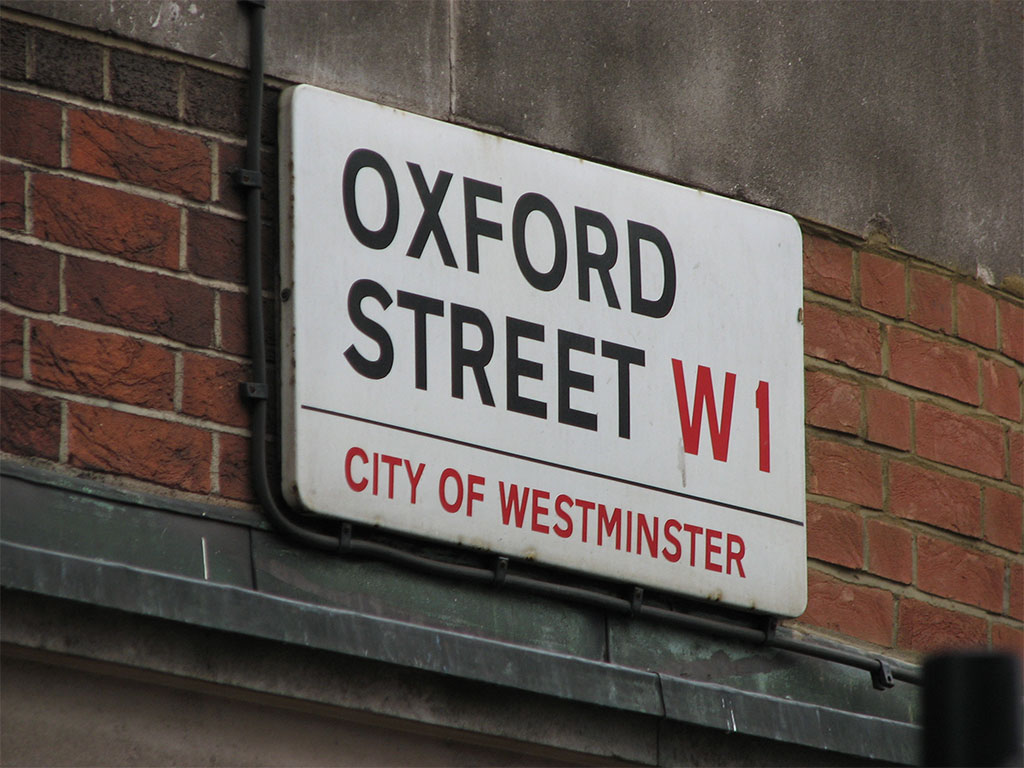
یک پلاک راهنما در خیابان آکسفورد

خیابان آکسفورد (به انگلیسی: Oxford Street) یکی از خیابان‌های معروف لندن در منطقهٔ اعیانیِ وِست اِندِ لندن در غرب این شهر است که با داشتن تعداد بسیار زیادی فروشگاه‌های بزرگ شیک و معروف، به‌ویژه فروشگاه‌های پوشاک، از محبوب‌ترین مراکز خرید و یکی از جاذبه‌های گردشگری در لندن به‌شمار می‌رود. ساختمان سنتر پوینت نیز در انتهای این خیابان واقع شده است.
خیابان آکسفورد در اصل جادهٔ خروجی لندن به شهر آکسفورد بوده است و به همین دلیل به این نام خوانده می‌شود.